# Vittorio Cioni
Vittorio Cioni (født 12. oktober 1900 i Pisa, død 29. september 1981 i Livorno) var en italiensk roer.
Cioni var med i Italiens otter, der blev europamestre i 1929 og vandt EM-sølv de to følgende år. Han var desuden med til at blive italiensk mester hvert år mellem 1929 og 1932. Italienerne stillede op ved OL 1932 i Los Angeles og vandt deres indledende heat klart. I finalen blev de kun besejret af hjemmebanefavoritterne fra USA, mens Canada sikrede sig bronzemedaljerne. Bådens besætning bestod desuden af Renato Barbieri, Mario Balleri, Renato Bracci, Dino Barsotti, Guglielmo del Bimbo, Enrico Garzelli, Roberto Vestrini og styrmand Cesare Milani, hvoraf størstedelen også var med i de foregående EM-konkurrencer.

## OL-medaljer
- 1932:  Sølv i otter